# Сумівська дубина
Сумівська дубина — ботанічна пам'ятка природи місцевого значення. Розташована у Гайсинському районі Вінницької області (Сумівське лісництво кв. 12 діл. 11), у лісовому масиві біля сіл Сумівка та Кошаринці. Оголошена відповідно до Рішення Вінницького облвиконкому від 29.08.1984 р. № 371. Створена з метою збереження цінної ділянки 200-річного дубового лісонасадження, в складі якого зростає також сосна, ялина, черешня.